# Радіообсерваторія Гет-Крік
Радіообсерваторія Гет-Крік (англ. Hat Creek Radio Observatory) — радіообсерваторія в Каліфорнії, розташована приблизно в 500 км на північний схід від Сан-Франциско на висоті 1280 м над рівнем моря. Обсерваторія була заснована в 1950-х роках Лабораторією радіоастрономії Університету Каліфорнії в Берклі і діяла до 2012 року, після чого була передана Стенфордському дослідницькому інституту.

## 85-футовий радіотелескоп
Радіотелескоп з діаметром антени 85 футів (26 м) був запущений 1960 році і використовувався понад 30 років, поки не впав під час урагану в 1993 році.

## Міліметровий інтерферометр BIMA
У 1970-х роках почалися експерименти з радіоінтерферометрії в міліметровому діапазоні, спочатку з використанням двох телескопів. Послідовно додавалися нові телескопи, і в 1990-х роках система вже включала 10 телескопів, кожен з діаметром антени 6 м. Телескопи мали приймачі на довжині хвилі 3 мм і (за винятком одного телескопа) на 1 мм. Цей інтерферометр використовувався спільно з Університетом Іллінойсу (Урбана — Шампейн) і Університетом Меріленду (Коледж-Парк) і відомий під іменем BIMA, яке є абревіатурою від назви цієї робочої групи (англ. Berkeley Illinois Maryland Association, асоціація Берклі, Іллінойс, Меріленд).
У 2005 році дев'ять телескопів інтерферометра BIMA були переміщені в інше місце, ставши частиною інтерферометра CARMA.

## Масив телескопів Аллена

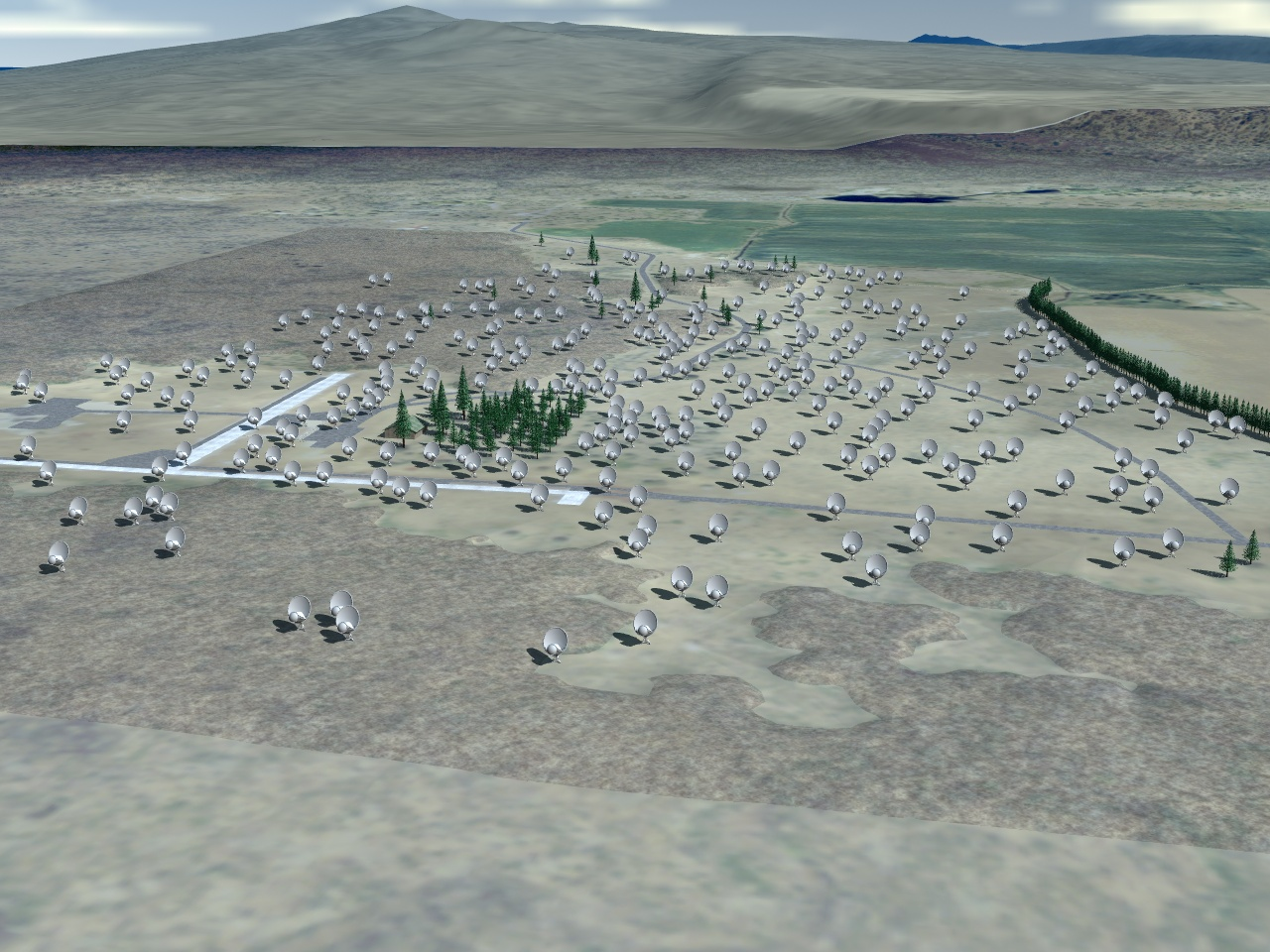
Комп'ютерна візуалізація масиву телескопів Аллена

У 2005 році в Гет-Крік почалося будівництво нового радіоінтерферометра для сантиметрового діапазону хвиль (частоти від 0,5 до 11,2 ГГц). Планувалось, що масив міститиме 350 телескопів, кожен з діаметром антени 6,1 м, розкиданих по площі діаметром 1 км. За сукупну збиральну площу раніше цей масив був відомий як «1-гектарний телескоп». Своєю новою назвою він зобов'язаний фінансовій підтримці співзасновника Microsoft Пола Аллена.
Масив Аллена поєднує велику кількість відносно простих телескопів, а складна комп'ютерна обробка отриманих сигналів дозволяє одночасне спостереження у широкому діапазоні частот і з широким полем зору. Він мав використовуватися як для радіоастрономічних спостережень, так і для пошуку сигналів від позаземних цивілізацій.
Фінансування для повного масиву не вдалося забезпечити, і до 2007 року було побудовано лише 42 антени. Коли в квітні 2011 року спонсори (штат Каліфорнія, Університету Каліфорнії в Берклі та Національний науковий фонд) припинили фінансування, скасування проєкту здавалося неминучим. У 2012 році Каліфорнійський університет вийшов із проєкту, і тепер знаходиться під управлінням Стенфордського дослідницького інституту, і планується його використання Інститутом SETI.
Значну частину часу на телескопі орендують ВПС США, які спостерігають за супутниками та космічним сміттям у межах Мережі космічного спостереження.